# Somalezi
Somalezii (în somaleză Soomaalida) sunt un grup etnic cușitic de est care aparține popoarelor cușitice originare din Somalia Mare care împărtășesc o ascendență, cultură și istorie comună. Limba somaleză este limba maternă comună a etnicilor somalezi, care face parte din ramura cușită a familiei afroasiatice (fostele denumite limbi hamito-semitice) și sunt predominant sunniți, care este religia lor istorică. Aceștia formează unul dintre cele mai mari grupuri etnice de pe continentul african, acoperind cea mai expansivă masă terestră de către un singur grup etnic din toată Africa.